# Gyenesdiási Vadlány-lik
A Gyenesdiási Vadlány-lik a Balaton-felvidéki Nemzeti Park területén található egyik dolomitbarlang. A Magyarországon található 4 Vadlán-lik közül az egyik. A másik három a Rezi Vadlán-lik, a Vadlán-lik és a Vállusi Vadlán-lik, amelyek szintén a Balaton környékén helyezkednek el. A barlang turista útikalauzokban is ismertetve van.

## Leírás
Gyenesdiás szélén, a fokozottan védett területen található Tücsök-domb Ny-i peremén, fenyőerdőben van a bejárata. Gyenesdiásról a sárga sáv jelzésű turistaúton közelíthető meg. A jelzett turistaútról táblával jelölt ösvényen lehet eljutni a bejáratához. A barlang földrajzi helyét a Keszthelyi-hegység turistatérképek barlangjellel és a barlang nevének kiírásával jelölik.
Víz által kivájt (abráziós) barlang, amelyet később a defláció, továbbá inszolációs kipattogzás és mállás egyéb fajtái részben módosítottak, majd mesterségesen lett tovább bővítve. Lényegében egyetlen nagyobb teremből áll. Felső triász dolomitban jött létre. A könnyű erdei sétával elérhető barlang szabadon, utcai ruhában látogatható.
Az, hogy kiről (milyen vad leányról) lett elnevezve, nem állapítható meg. Előfordul irodalmában Diási Vadlánylik (Bertalan 1976), Gyenesdiási Vadlán-lik (Mészáros 1983), Gyenesdiási Vadlánlik (Bertalan 1976), gyenesdiási Vadlán-lik (Kordos 1984), Vadlán-lik (Eszterhás 1984), Vadlánlik (Szeghalmy 1937), vadlánlik (Margittay 1942), vadlán-lik (Pápa 1943), Vadlánlik-barlang (Szeghalmy 1937), Vadlány-barlang (Pápa 1943), Vadlány-lik (Eszterhás 1984), Vadlány-lyuk (Hazslinszky 1999), Vadleány-barlang (Cholnoky 1914), Vadleánybarlang (Földváry 1934), Vadleány barlang (Margittay 1942), Vadleány barlangja (Lóczy 1913), Vadleány-lik (Bertalan, Schőnviszky 1973–1974), Vadleány lika (Jankó 1902), Vadleánylika (Dornyay 1939) és Vadleány lyuka (Pesty 1888) neveken is.

## Kutatástörténet
Pesty Frigyes 1888-ban megjelent könyvében meg van említve a Vadleány lyuka, amely egy Gyenes-Diás falu határában található dűlő. Jankó János 1902-ben kiadott művében szerepel a Balaton környékének tovább kutatandó és kétségtelenül legérdekesebb helynevei között a Vadleány lika név. A kiadványban meg van említve a Vadleány lika dűlő, amely Gyenesdiáson helyezkedik el, és az, hogy pontusi homokkőben van a Meszesgyörökön található Vadleány lika. Lóczy Lajos 1913-ban napvilágot látott munkájában látható egy fekete-fehér fénykép, amelyen a Diáson, a diás-vonyarci Szent Helena-kápolna felett, kb. 200 m tszf. magasságban lévő Vadleány barlangja figyelhető meg. A képaláírás szerint dolomitbreccsás pannóniai-pontusi korú parti kavicsban jött létre.
A Balaton 1914. évi évfolyamában publikálva lett az 1913-ban megjelent fénykép. A képaláírás szerint a fényképen a Gyenesdiáson található Vadleány-barlang látható és Lóczy Lajos készítette a fényképet. Az 1928. évi Földrajzi Közlemények szerint a második abráziós terasz határát kb. 200 m tszf. magasságban jelzik a pados, dolomitbreccsás, parti képződmények, mutatva, hogy ilyen magasságban már állóvízbe jutottak az erózió termékei. A meggondolás helyességét a Gyenes feletti dolomitbreccsába vájt pannóniai abráziós barlang (Vadleánybarlang) bizonyítja, amely 200 m tszf. magasságban van. A tanulmányban látható a Lóczy Lajos által készített fénykép. A képaláírás szerint a Vadleány pannóniai abráziósbarlang.
A Turisták Lapja 1932. évi évfolyamában lévő tanulmányból megtudható, hogy a Balaton partján vezető országútról fel lehet menni magas kilátópontokra, pl. a diási Vadleánybarlangra (Vadlászlik). Fel kell keresni a diási Havas Boldogasszony-kápolna felett emelkedő Vadleánybarlangot érdekes geológiai alkotása, flórája és szép kilátása miatt is. A Debreceni Szemle 1934. évi évfolyamában az van írva, hogy a gyenesdiási Vadleánybarlang mészdombján élő jellegzetes növényzetből alig maradt valami. Az 1937. évi Búvárban meg van említve, hogy a gyenesdiási Vadleány-barlang dombján (a keleti pusztai és a nyugati hegyvidéki flóra találkozóhelyén) az eredeti vegetációt az erdősítés pusztította el.

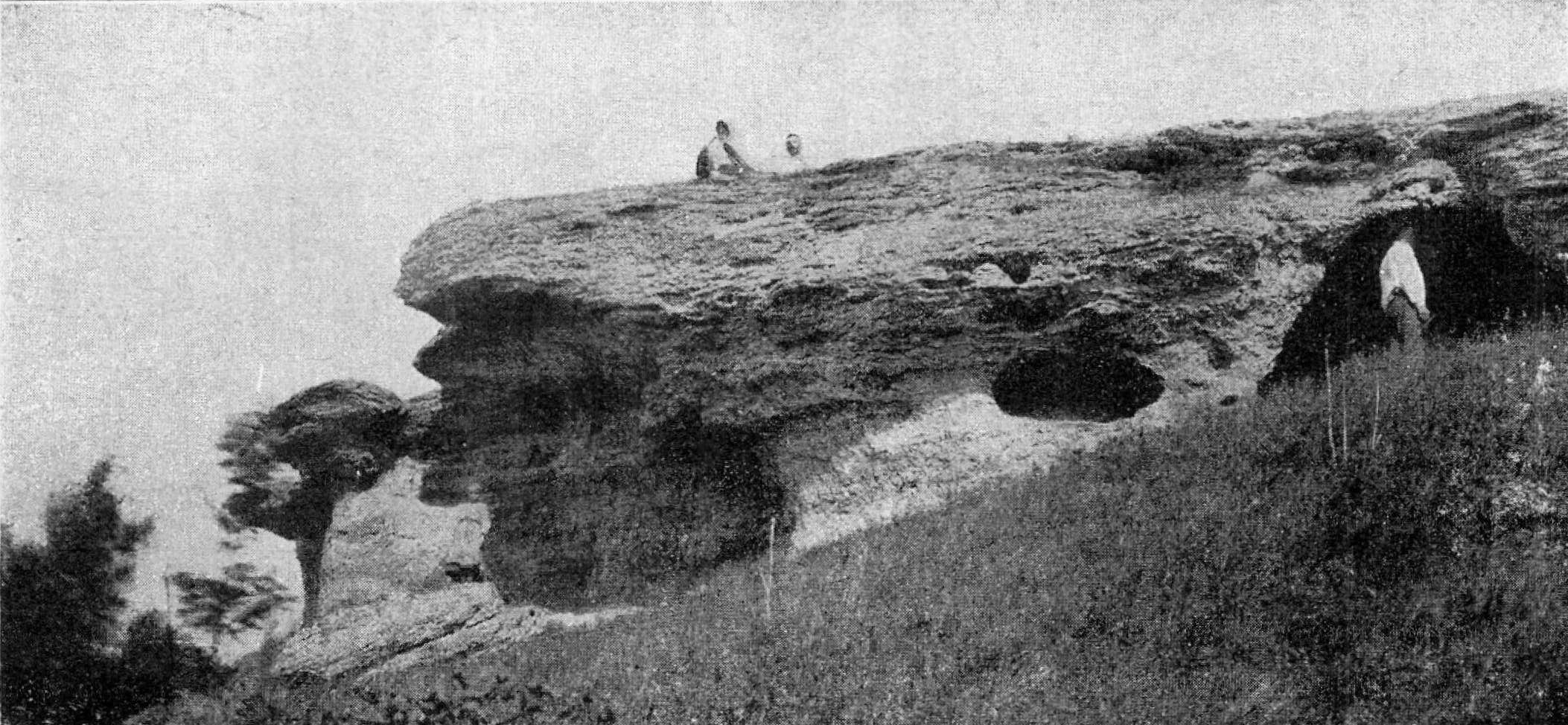
A barlangot bemutató 1913-ban publikált fénykép (Lóczy Lajos fényképe)

Az 1937-ben megjelent és Szeghalmy Gyula által írt könyvben szó van arról, hogy a Balaton DNy-i részén, a Gyenesdiás szélén lévő Tücsök-domb felett sötétlik egy kis barlang szája, a Vadleány-barlang bejárata (itteni tájnyelven Vadlánlik, Vadlánlik-barlang). Bár a barlang dolomitbreccsa feneke eddig semmi nyomát nem mutatta annak, hogy tanyája lett volna akár állatoknak, akár ősembernek, mégis majdnem elképzelhetetlen, hogy ezt a barlangot nem használta az ezen a tájon valószínűleg megfordult, életfeltételeit minden tekintetben megtaláló barlanglakó ősember. Mivel a barlang mindig szem előtt volt és ezen a vidéken ritka, nagyon valószínű, hogy az új korok kincskeresői hordták ki a barlangból a dolomitbreccsán összegyűlt kultúrréteget és ezért nincs jelenleg nyoma a kultúrrétegnek a barlangban.
Az 1938-ban napvilágot látott Uj idők lexikona 11. és 12. kötetében lévő szócikk szerint Gyenesdiás népszerű kirándulóhelye a Vadleány-barlang. A gyenesdiási dombok, különösen a Vadleánydomb, érdekes növényzetükkel tűnnek ki. Az 1939. évi Néprajzi Értesítőben szó van arról, hogy a diási Vadlánlik egy nagyobb sziklaodú, amely pannóniai korú. A diási lakosok nevezik Vadlánliknak. Dornyay Béla azt írta, hogy Jankó János szerint Vadleánylika a neve. Ennek a névnek az értelmét Jankó János nem tudta megmagyarázni. Lóczy Lajos az 1913-ban publikált tanulmányában már irodalmi nyelven Vadleány barlangja néven nevezi a Dornyay Béla szerint helyes, népies Vadlánlik név helyett.

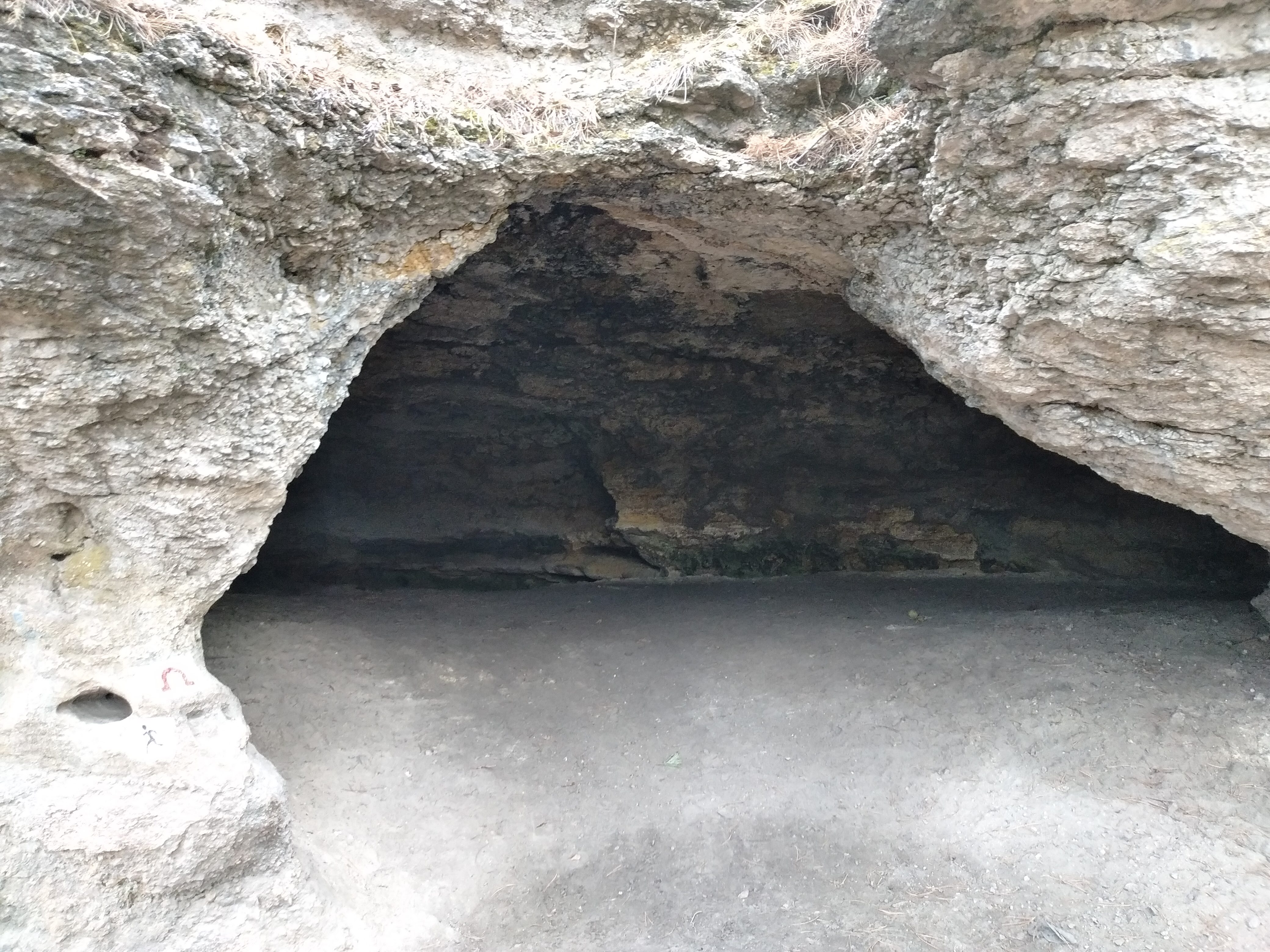
A barlang bejárata 2021-ben

Az 1941. évi Hidrológiai Közlönyben meg van említve, hogy a Gyenesdiáson lévő Vadlánlik alatt van egy kút. Margittay Rikárd 1942-ben kiadott két publikációja szerint a négy ismert vadlánlik közül ez a legismertebb. Az 1943-ban kiadott és Pápa Miklós által írt tanulmányban olvasható, hogy egész különleges helyet foglalnak el a barlangok romantikus történetében a Vadlány-barlangok, vagy ahogy a nép nevezi a vadlán-likak. A Balaton közelében négy is van, Dióson, Válluson, Rezi vára közelében és a Kovácsi-hegyen.
Az 1954. évi Földrajzi Értesítőben megjelent tanulmányban Dornyay Béla megemlítette, hogy a Gyenesdiáson található barlangot alapkonglomerátumból alakította ki (már a tektonikus törések után) az erózió és az É-ról évezredeken át akadálytalanul lezúduló szélviharok és orkánok deflációja. A barlang alatt vannak a Lakatos-hegy dolomitporos murvabányái. Az 1958. évi Karszt- és Barlangkutatási Tájékoztatóban le van írva a nem karsztos eredetű barlangnak gondolt barlang Vadlánlik néven és a barlanggal foglalkozó 8 irodalmi mű felsorolásával. A leírás szerint Gyenesdiás határában, pliocén abráziós dolomitbreccsában van.
Az 1960. évi Karszt- és Barlangkutatási Tájékoztatóban lévő publikáció szerint a lepusztító erők által keletkezett üregeken (kivájt üregek) belül vannak az abráziós üregképződés miatt létrejött üregek (fosszilis abráziós üregek). Ezek között van a Vadlánlik (Keszthelyi-hegység). Bulla Béla úgy gondolja, hogy a diási, felső triász dolomitban található üreg a pannon tenger (alsó pliocén) kivájó hatása miatt alakult ki. A Keszthelyi-hegység mezozoós tömege szigetként állt ki a pannon tengerből, amely parti breccsa és abráziós párkány alakjában hagyta hátra munkája nyomát. A Vadlánlik tehát átöröklött neogén (újharmadidőszaki) képződmény. Azóta természetesen a deflációs, valamint az inszolációs kipattogzás és a mállás egyéb fajtái részben módosították.

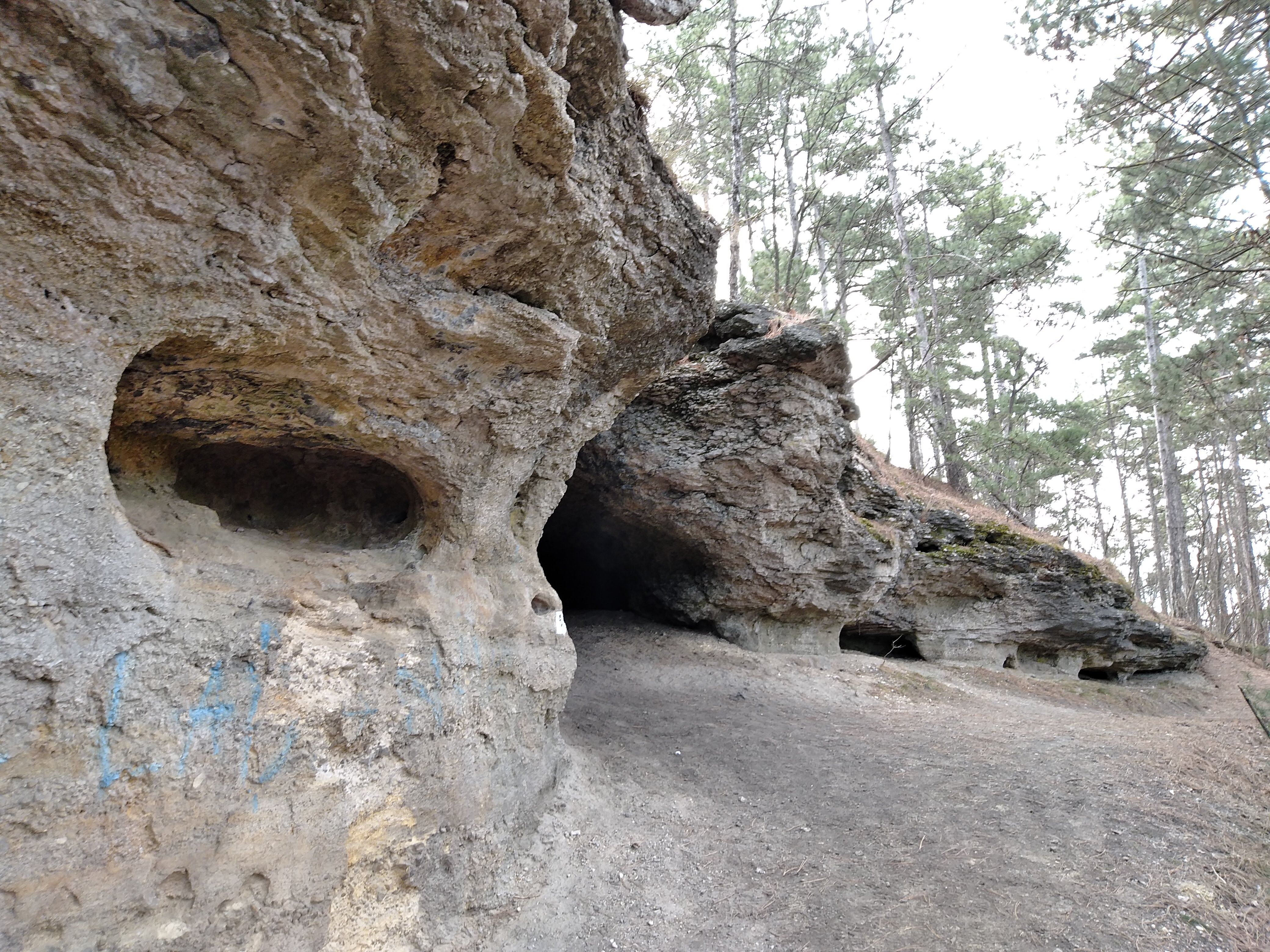
A barlang bejárata 2021-ben

Az 1962-ben napvilágot látott A barlangok világa című könyvben az van írva, hogy a Keszthelyi-hegységben, Gyenesdiás felett lévő Vadleány-barlangot dolomitbreccsába mélyítette a pannon tenger abráziója. Az 1962. évi Karszt- és Barlangkutatási Tájékoztatóban meg van említve, hogy a Bakony karsztformáit pl. abráziós barlang (gyenesdiási Vadleánybarlang) képviseli.
Az 1965-ben megjelent és Örvös János által szerkesztett útikalauzban az olvasható, hogy a hegynyeregben ágazik ki a Vadlány-barlanghoz vezető sárga barlang jelzésű út, amelyen a barlanghoz 5 perc alatt lehet eljutni. Feltétlenül meg kell nézni a dolomithegyekben ritkán előforduló barlangot. A népiesen Vadlánliknak nevezett barlang keményebb-lazább dolomitbreccsában alakult ki. Valószínűleg emberi beavatkozással tágították a barlangot az idők során. A barlang fenekét szintén dolomitbreccsa takarja. Nem bizonyítható, hogy ősember is lakott benne. Kedvelt kirándulóhely a feketefenyővel betelepített környéke.
Az 1965. évi Karszt- és Barlangkutatási Tájékoztatóban publikált és Dornyay Béláról szóló nekrológban szó van arról, hogy a Balaton és környéke című útikönyvben Dornyay Béla bemutatja a diási Vadlánlikat. Az útikönyvben lévő, a barlangot ábrázoló képet Dornyay Béla rajzolta. 1972. december 11-én Bertalan Károly terepjelentést készített a diási Vadlánlikról (Gyenesdiás).
Az 1975. évi Földrajzi Értesítőben arról van szó, hogy a Rezi Vadlán-lik és a közismert gyenesdiási Vadlánylik pannóniai konglomerátumban, valamint breccsában keletkezett, nem tipikusan karsztos üregek. A Bertalan Károly és Schőnviszky László által összeállított, 1976-ban megjelent Magyar barlangtani bibliográfia barlangnévmutatójában meg van említve a Keszthelyi-hegységben, Gyenesdiáson lévő barlang Vadleány-lik néven Vadleány-barlang névváltozattal. A barlangnévmutatóban fel van sorolva 10 irodalmi mű, amelyek foglalkoznak a barlanggal.

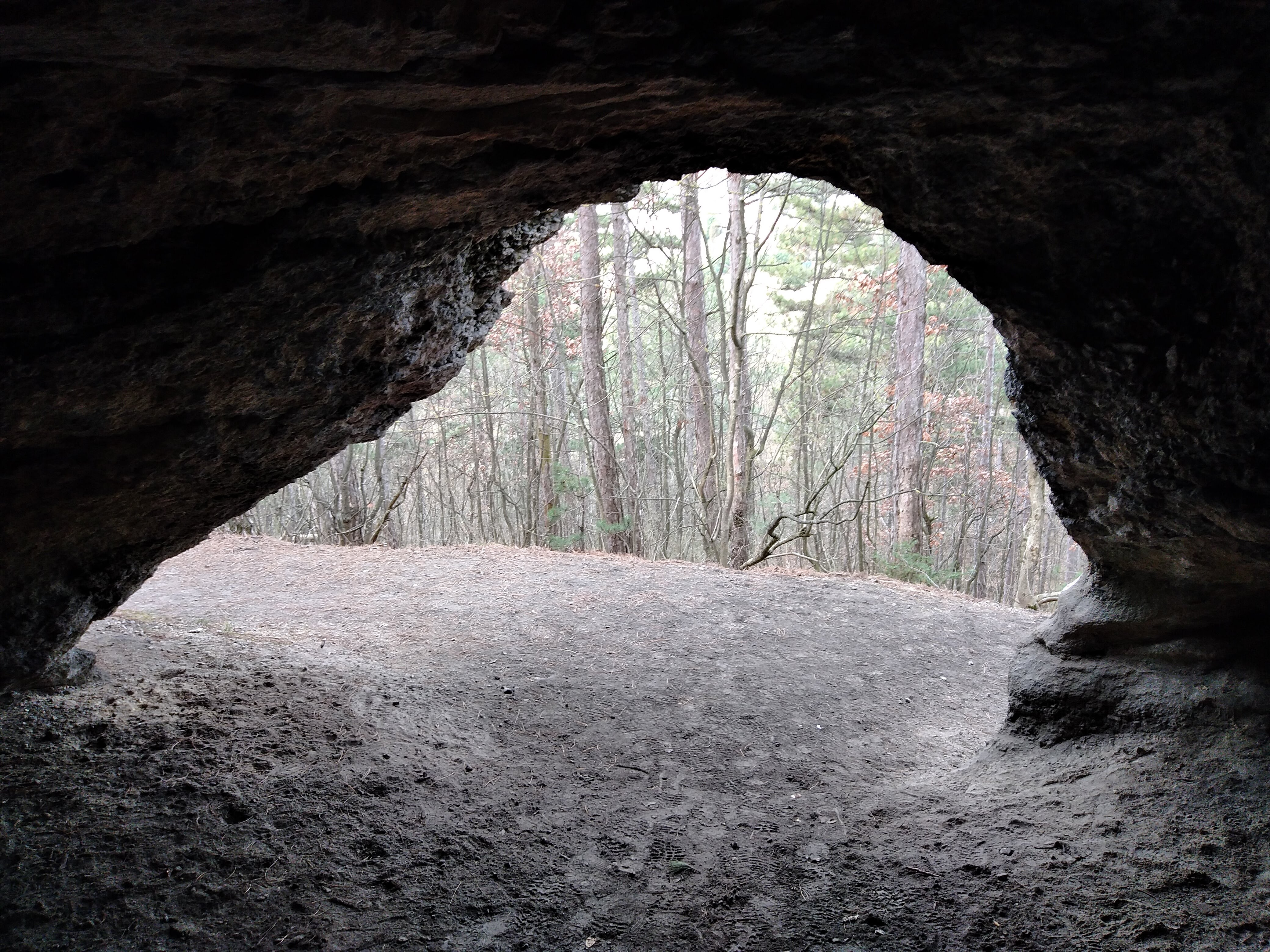
A barlang belülről fényképezett bejárata 2021-ben

Az 1976-ban befejezett Magyarország barlangleltára című kéziratban az olvasható, hogy a Keszthelyi-hegységben és a Bakonyban, Gyenesdiáson elhelyezkedő Gyenesdiási Vadlánlik másik neve Diási Vadlánylik. A tücsök-dombi murvabányák felett, a Tücsök-domb Ny-i peremén, fenyőerdőben, kb. 50 m magasan, kb. 175 m tszf. magasságban van a bejárata. Az abráziós eredetű sziklaeresz pliocén báziskonglomerátumban jött létre, 8 m hosszú és 2 m mély. A kézirat barlangra vonatkozó része 8 irodalmi mű alapján lett írva.
Az 1983-ban megjelent útikalauzban az van írva, hogy a Gyenesdiási Vadlán-lik a gyenesdiási kápolnától 600 m-re É-ra, a Diási-hegy lábánál található. A sárga barlang jelzés vezet hozzá. A dolomitban létrejött egyfülkés barlang 8 m hosszú. Mesterségesen lett bővítve. Az 1984-ben kiadott Lista a Bakony barlangjairól című összeállítás szerint a Keszthelyi-hegységben, a 4440-es barlangkataszteri tájegységben, Gyenesdiáson helyezkedik el a Vadlán-lik, amelynek további nevei Vadlány-barlang és Vadlány-lik. A karsztos barlang 8 m hosszú és 2 m magas.
Az 1984-ben napvilágot látott Magyarország barlangjai című könyv országos barlanglistájában szerepel a barlang gyenesdiási Vadlán-lik néven Diási Vadlánylik névváltozattal. A listához kapcsolódóan látható a Déli-Bakony, a Balaton-felvidék és a Keszthelyi-hegység barlangjainak földrajzi elhelyezkedését bemutató 1:500 000-es méretarányú térképen a barlang földrajzi elhelyezkedése. Szabó István 1987-ben megjelent tanulmányában közölve lett, hogy a második abráziós terasz szintjét jelöli a gyenesdiási, dolomitbreccsába vájt pannóniai abráziós eredetű Vadlány-lik-barlang.
Hazslinszky Tamás 1999-es kéziratában az van írva, hogy a Vadlán-lik további nevei Vadlány-lyuk és Vadlány-barlang. A Keszthelyi-hegységben 4 ilyen nevű barlang, sziklaodú, sziklaeresz van (Rezi, Vállus, Gyenesdiás, Kovácsi-hegy). 2000-ben Micheller Szilvia mérte fel és szerkesztett alaprajz térképet 3 keresztmetszettel. A 2001. november 12-én készült Magyarország nemkarsztos barlangjainak irodalomjegyzéke című kézirat barlangnévmutatójában szerepel a Vadlán-lik (Gyenesdiás, Bakony) a barlanggal foglalkozó 2 írás megjelölésével és azzal a megjegyzéssel, hogy tévesen van a nemkarsztos barlangok között, karsztkőzetben van.

## További irodalom
- Bulla Béla: Keszthely földje. Ifjúság és Élet, 1931. (7. évf.) 85., 87., 89. old. (Lóczy Lajos fényképpel.)
- Csiki László: Kirándulások Keszthely környékére. Keszthely (útikalauz). A Veszprém Megyei Tanács Idegenforgalmi Hivatalának kiadványa, Budapest, 1955. 94. old.
- Darnay-Dornyay Béla – Zákonyi Ferenc: Balatonfelvidék útikalauz. Budapest, Sport, 1955. 141., 142. old.
- Darnay-Dornyay Béla – Zákonyi Ferenc: Balaton útikalauz. Budapest, Sport, 1957. 64. oldal után egy fénykép és a 181. oldalon
- Dornyay Béla: A gyenesdiási „Vadlánlik” dombról. Ifjúság és Élet, 1940. (15. évf.), február 1. (10. sz.) 109–110. old.
- Eszterhás István: A Bakony nemkarsztos barlangjainak genotipusai és kataszteri jegyzéke. Kézirat. Budapest, 1986. Szerződéses munka az Országos Környezet- és Természetvédelmi Hivatalnak.
- Lipták Gábor – Zákonyi Ferenc – Huba László: Balaton. Budapest, Panoráma, 1958. 305. old. (Fénykép.)
- Szentes Ferenc: Jelentés az 1952. évben Magyarországon a Keszthelyi-hegységben végzett bauxitkutató munkálatokról. Kézirat. Balatonalmádi, 1953. 19., 31., 53. old. (A kézirat megtalálható a Magyar Állami Földtani Intézet Adattárában.)
- –: Balaton. 1:50 000 (Turistatérkép két lapon.) Budapest, 1939. Tervezte a M. kir. Honvéd Térképészeti Intézet. (Jelzi a helyét.)